# Yokoi Shōichi

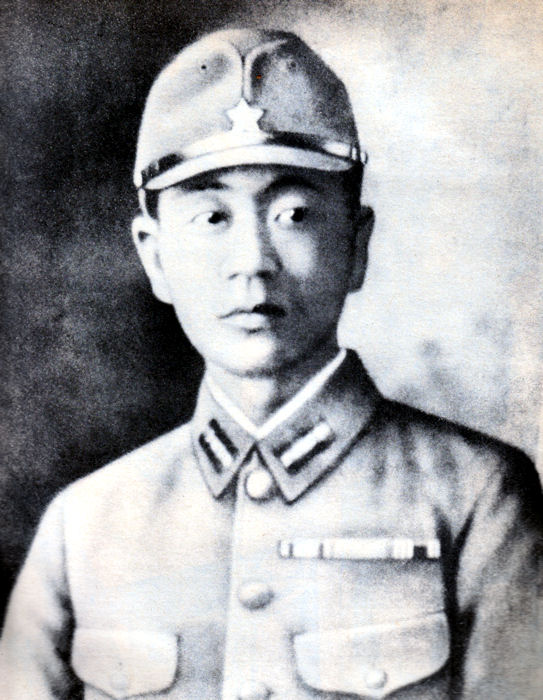
Yokoi Shōichi (1945)

Yokoi Shōichi (jap. 横井 庄一; * 31. März 1915; † 22. September 1997) war ein Angehöriger der Kaiserlich Japanischen Armee, der als Holdout von 1944 bis 1972 im Dschungel von Guam lebte.
Ursprünglich war er gelernter Schneider und diente als Unteroffizier im 38. Infanterieregiment der 29. Mandschurei-Division, einem japanischen Elite-Großverband.

## Geschichte
Als US-amerikanische Truppen unter General Douglas MacArthur im Sommer 1944 die von den Japanern besetzte Insel Guam nach und nach zurückeroberten, zog sich Yokoi mit einigen Mitgliedern seiner Einheit in den Dschungel zurück. Die Nachricht von der Kapitulation Japans erreichte die Gruppe zunächst nicht. Auch die Entdeckung eines Flugblattes im Jahr 1952, das über das Kriegsende informierte, bewog Yokoi nicht zur Aufgabe und Rückkehr in die Zivilisation, da er eine Kapitulation für unehrenhaft hielt. Nachdem seine beiden letzten Gefährten 1964 gestorben waren, harrte er noch weitere acht Jahre aus und lebte in einer kleinen, selbst gegrabenen Erdhöhle; er ernährte sich unter anderem von Nüssen, Schnecken, Fröschen, Krebsen, Vögeln und Ratten. 1972 wurde er von Fischern auf der Suche nach Flusskrebsen entdeckt und von ihnen überwältigt, als er sie angriff. Seine Entdeckung am 24. Januar 1972 führte zu großem Medienaufsehen, seine Rückkehr verfolgten mehr als 70 Millionen Japaner im Fernsehen.

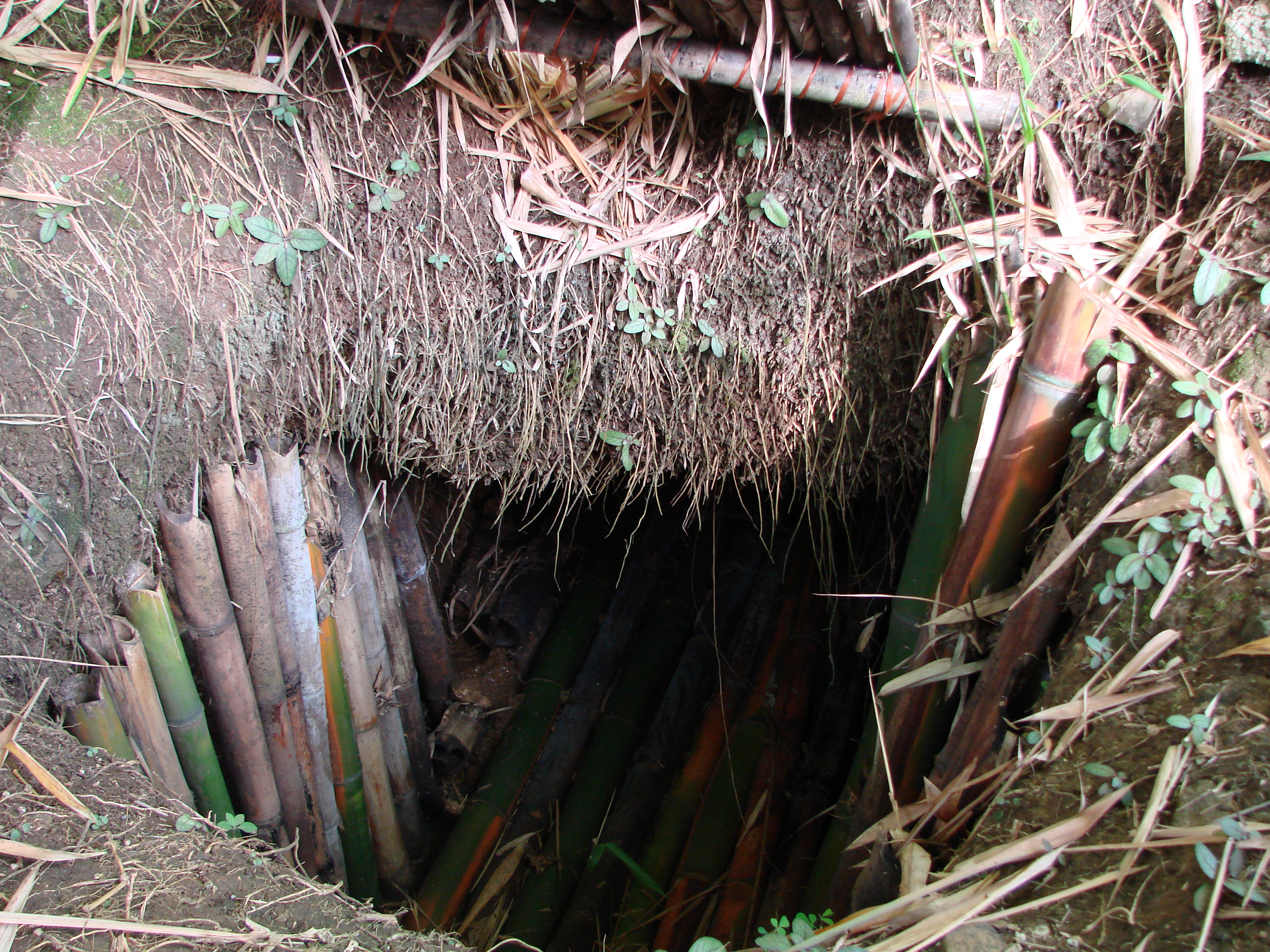
Nachbildung von Yokois Versteck

Er kommentierte seine Rückkehr mit den Worten:

「恥ずかしながら生きながらえて、帰ってきました。」

„Hazukashinagara ikinagaraete, kaette kimashita.“

„Es ist mir sehr peinlich, lebend zurückzukehren.“

Dieser Ausspruch – den man im Kontext mit dem damals erwarteten heldenhaften Tod in der Schlacht statt Aufgabe und Flucht sehen muss – ist mittlerweile zum geflügelten Wort geworden.
Yokoi verbrachte nach seiner Rückkehr 83 Tage in einem Krankenhaus in Tokio. Nachdem er von den Titelseiten wieder verschwunden war, heiratete er sechs Monate nach seiner Rückkehr und zog sich in der Präfektur Aichi aufs Land zurück. Er arbeitete als Survivaltrainer und schrieb Ratgeber über gesunde Ernährung. Im Jahr 1991 erhielt er eine Audienz bei Kaiser Akihito. Dies empfand er als größte Ehrung seines Lebens.
Mit Onoda Hirō und Nakamura Teruo gab es noch zwei weitere japanische Soldaten, die erst Jahrzehnte nach Kriegsende entdeckt wurden.